# Sukumar Ray
Sukumar Ray, född 30 oktober 1887 i Calcutta, död 10 september 1923 i Calcutta, var en bengalisk poet, barnboksförfattare och dramatisker. Han är känd för sin nonsenslitteratur och har jämförts med Lewis Carroll.
Sukumar Ray var son till barnboksförfattaren Upendrakishore Ray och far till regissören Satyajit Ray. 